# نیلوفر خوش‌خلق
نیلوفر خُوش‌خُلق (زاده ۲۴ خرداد ۱۳۵۱) بازیگر ایرانی و همسر امین حیایی است.

## فیلم‌شناسی

### سینمایی
- سال دوم دانشکده من (۱۳۹۶)
- جینگو (۱۳۹۲)
- اختاپوس (۱۳۹۰)
- قلاده‌های طلا (۱۳۹۰)
- قفس طلایی (۱۳۸۹)
- نفرین (۱۳۸۹)
- دایره زنگی (۱۳۸۶)
- اگه می تونی منو بکش (۱۳۸۶)
- اگه می‌تونی منو بگیر (۱۳۸۵)
- چند روز بعد (۱۳۸۵)
- سنگ، کاغذ، قیچی(۱۳۸۵)
- آتش‌بس (۱۳۸۴)
- آرامش در میان مردگان (۱۳۸۴)
- به‌آهستگی (۱۳۸۴)
- بوی بهشت (۱۳۸۰)
- مانی و ندا (۱۳۷۹)
- مونس (۱۳۷۹)

### مجموعه تلویزیونی
- نفس گرم (۱۳۹۴)
- خوب بد زشت (۱۳۹۲)
- کلاه پهلوی (۱۳۹۱)
- روزگار جوانی (۱۳۷۷)

### فیلم کوتاه
- فیلم کوتاه «مه»[۲]